# بابونه بهاری
بابونه بهاری (نام علمی: Anthemis cotula) نام یک گونه از سرده بابونه است.